# Nokia 6.1
全新Nokia 6（又称：Nokia 6.1、Nokia 6 第二代）是一款运行Android操作系统的诺基亚品牌中低阶智能手机，也是Nokia 6的继任者。
2018年1月4日，一名中国经销商泄露了这部手机，包括规格和新闻稿等。仅仅在一天之后，诺基亚就在其官网上正式展出了这款手机，确定其会在中国发售。

## 规格

### 硬件
全新Nokia 6由高通骁龙630中央处理器驱动，配备了4GB的LPDDR4内存，是配备了较为低阶的高通骁龙430的上一代产品的升级版。有32GB和64GB的存储空间版本可选。eMMC 5.1 其显示面板为5.5英寸1080pIPS液晶屏幕，与上一代配备的相同，但前面板已变薄，电容导航键和主页键也被屏幕上的虚拟按键取代。相机的配置仍是和上一代产品相同的1600万像素后置摄像头和800万像素前置摄像头，并保留了Bothie功能，前置和后置相机可通过划分屏幕同时使用，此技术被诺基亚称为双视野拍照功能。
相较于前代手机，全新Nokia 6的一个主要的变化是将microUSB接口更换为可正反插的USB-C接口，以及将指纹传感器后置；它也配备了3.5毫米耳机插孔。
前代手機配有雙喇叭，搭配有杜比音效，但在此代被移除
裝置錄影搭載Nokia OZO收音技術，讓音質和前代相比較為提升

### 软件
这款手机搭载了Android Nougat（Android 7.1.1）操作系统，而可更新至Android Q（Android 10）。